# FM 교토
FM교토는 일본의 FM라디오 방송국으로 교토부에서 방송을 실시하고 있다.
애칭은 α-STATION, 콜사인은 JOKV-FM이다.

## 개요
- 어느 네트워크에도 가맹하지 않은 독립 라디오 방송국이다.
  - JFN 계열국 방송을 들을 수 없는 지역의 청취자 중 일부가 JFN 가맹을 요청하고 있지만 독특한 방송국 색깔을 가진 방송국이 청취율이 좋은 간사이지역 특성상 실현될 가능성은 적다고 한다.
- 개국 당시에는 DJ를“에어 파트너”라고 불렀으며 개국 당시부터 이듬해 4월 개편 전날까지 애칭인 α-STATION보다 정식 방송국명인 FM교토를 사용하였다.
- FM교토 개국전 베이FM(지바현)과 Fm yokohama(가나가와현)에서 FM교토가 스폰서가 된 특별 프로그램이 방송되었던 적이 있으며 이 프로그램은 일본 방송 역사상 처음으로 방송국이 스폰서로 나선 프로그램이었다.
- 다른 지역 청취자들도 많고 교토·시가 지역에서 청취율이 높은 편이지만 청취율 조사가간이 다른 방송국과 달라 정확성에 의문을 가지고 있는 사람들이 많다고 한다.

## 연혁
- 1991년 6월 1일 - 시험방송 개시.
- 1991년 7월 1일 - 개국.
- 2004년 - NTT 도코모 인터넷접속 서비스 「i모드」공식 사이트“Melody α” 개설.
- 2011년 7월 1일 - 인터넷 라디오 서비스 radiko에서 교토 지역을 대상으로 시험 전송 시작.
- 2016년 7월 31일 - 이메일을 통한 사연접수 종료. 이후에는 PC나 스마트폰을 통해 사연접수를 할 때 홈페이지에 규정된 양식을 통해 사연을 보내도록 바뀌었다.

## 주파수
- 교토 방송국:89.4MHz 3Kw
- 마이즈루 중계국:87.2MHz 100w
- 미야츠 중계국:79.8MHz 10w
- 후쿠치야마 중계국:81.3MHz 50w
- 미네야마 중계국:85.4MHz 100w

## 교토부에 있는 다른 텔레비전·라디오 방송국
- NHK 교토 방송국
- 교토 방송(KBS)(TV는 독립방송국, 라디오는 NRN계열)